# Tunga (Antarktika)
Die Tunga (norwegisch für Zunge) ist ein markanter Felssporn im antarktischen Königin-Maud-Land. Er ragt unmittelbar südwestlich des Tals Gommen in der Kirwanveggen der Maudheimvidda auf.
Norwegische Kartografen benannten ihn und kartierten ihn anhand von Vermessungen und Luftaufnahmen der Norwegisch-Britisch-Schwedischen Antarktisexpedition (1949–1952) und Luftaufnahmen der Dritten Norwegischen Antarktisexpedition (1956–1960).